# مسجد آقا امین
مسجد آقا امین مربوط به دوره قاجار است و در شهرضا، خیابان ولی عصر شمالی، خیابان عسگری، کوچه کمال واقع شده و این اثر در تاریخ ۲۶ اسفند ۱۳۸۶ با شمارهٔ ثبت ۲۱۸۲۱ به‌عنوان یکی از آثار ملی ایران به ثبت رسیده است.